# Myōkō
Myōkō (妙高市, Myōkō-shi) est une ville située dans la préfecture de Niigata, sur l'île de Honshū, au Japon.

## Géographie

### Situation
Entourée de montagnes, Myōkō est aussi appelée « les cinq sommets de la Shinano septentrionale » (Hokushingogaku (ja)), à la frontière entre les deux départements de Niigata et de Nagano, au Japon.

### Démographie
Au 1er juillet 2018, la ville de Myōkō avait une population de 32 725 habitants (51,4 % de femmes), répartie sur une superficie de 445,63 km2,.

## Histoire
La ville de Myōkō a reçu ce statut en 1954 sous le nom de municipalité d'Arai. Elle a été agrandie et rebaptisée ville de Myōkō, le 1er avril 2005.

## Culture locale et patrimoine
Les sources thermales (onsen) et les stations de ski font la renommée de Myōkō. Akakura a ouvert en 1930, ce qui en fait une des plus anciennes stations de ski au monde, et Suginohara détient le record de la plus longue piste de ski de l'archipel avec plus d'un kilomètre de dénivellation (1 124 m).

## Transport
Myōkō est desservie par les lignes Myōkō Haneuma et Kita-Shinano. La gare de Jōetsumyōkō sur la ligne Shinkansen Hokuriku se trouve dans la ville voisine de Jōetsu.